# Pierella brasiliensis
Pierella brasiliensis är en fjärilsart som beskrevs av Felder 1862. Pierella brasiliensis ingår i släktet Pierella och familjen praktfjärilar. Inga underarter finns listade i Catalogue of Life.